# Głowica nasadnikowa

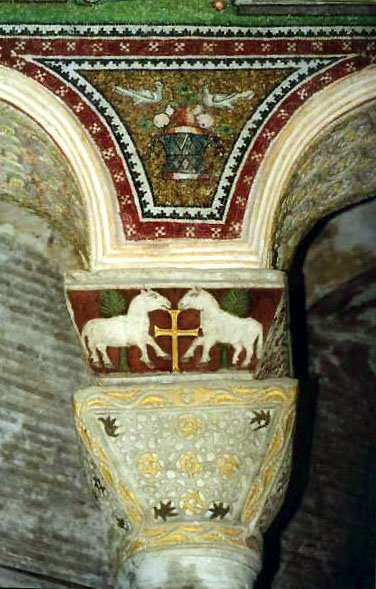
Głowica nasadnikowa z kościoła Kościół San Vitale w Rawennie

Głowica nasadnikowa – głowica występująca w architekturze wczesnochrześcijańskiej. Charakteryzowała się występowaniem ponad głowicą dodatkowego bloku rozszerzonego ku górze. Blok przejmował obciążenie od łęku lub architrawu.